# 蜥鳥盜龍屬

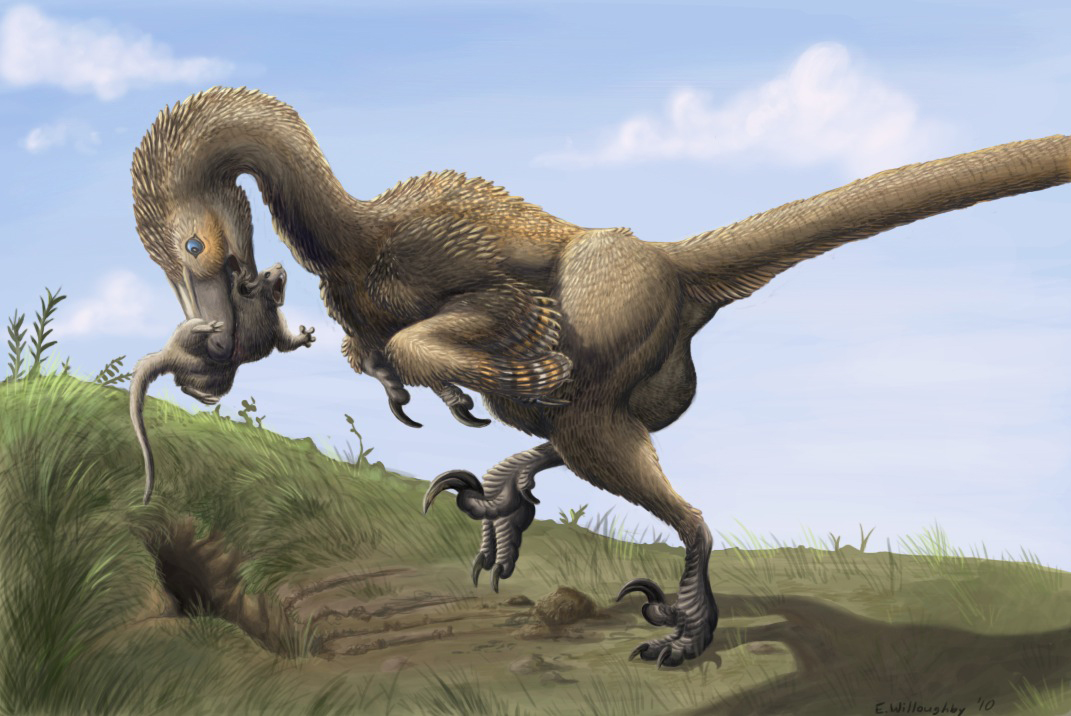
蜥鳥盜龍的掠食想像圖

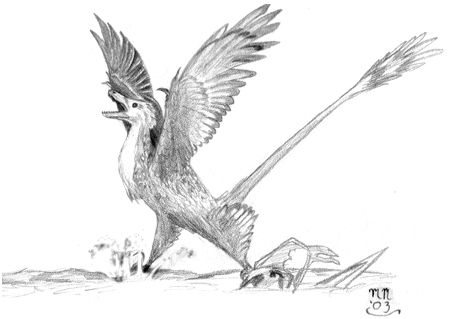
藍斯頓氏蜥鳥盜龍的素描

蜥鳥盜龍屬（屬名：Saurornitholestes）意為「蜥蜴鳥類盜賊」，是種土狼大小的肉食性馳龍科恐龍，身長約1.8公尺，生存於上白堊紀的加拿大亞伯達省。目前已在亞伯達省恐龍省立公園的貧瘠地區發現數個部份骨骸、數十個相關骨頭、以及大量的牙齒。；其中大部分存放於亞伯達省德蘭赫勒市的皇家泰瑞爾古生物博物館。
如同其他的馳龍科恐龍，蜥鳥盜龍的第二腳趾擁有長、彎曲、鐮刀狀的趾爪。與其他馳龍科如伶盜龍與馳龍相比，蜥鳥盜龍的後肢較長，體格較輕。蜥鳥盜龍的頜部前部擁有大型、類似犬齒的牙齒，類似伶盜龍。蜥鳥盜龍外表極類似伶盜龍，但牠們在馳龍科的分類位置仍然不確定。
蜥鳥盜龍似乎是恐龍省立公園最常見的小型獸腳亞目恐龍，牠們的牙齒與骨頭比相同時代、地區的較大型馳龍還普遍。關於蜥鳥盜龍的食性與生活方式所知有限，但曾在翼龍類風神翼龍的翼部骨頭發現一個嵌入的蜥鳥盜龍牙齒。由於該翼龍類的體型遠比蜥鳥盜龍更大，研究人員認為可能是蜥鳥盜龍以這隻翼龍類的屍體為食。
在較年輕的沉積層現了類似蜥鳥盜龍的牙齒，但不清楚這些牙齒是否代表藍斯頓氏蜥鳥盜龍，或是一個不同的相關種。